# Mogangina kirghisca
Mogangina kirghisca är en insektsart som beskrevs av Dubovsky 1972. Mogangina kirghisca ingår i släktet Mogangina och familjen dvärgstritar. Inga underarter finns listade i Catalogue of Life.